# Emir Poric
Emir Poric (* 22. Jänner 2004) ist ein österreichischer Fußballspieler.

## Karriere
Poric begann seine Karriere beim Grazer AK. Ab der Saison 2018/19 spielte er als Kooperationsspieler in der Akademie des SK Sturm Graz, die er nach der Saison 2019/20 wieder verließ. Ab der Saison 2020/21 kam er beim GAK für die sechstklassigen Amateure zum Einsatz. In seiner ersten Spielzeit, die aufgrund der COVID-19-Pandemie vorzeitig beendet wurde, kam er zu einem Einsatz für die Amateure in der Unterliga.
Zur Saison 2021/22 rückte der Verteidiger in den Profikader der Grazer auf. Sein Debüt in der 2. Liga gab er im August 2021, als er am vierten Spieltag jener Saison gegen den FC Juniors OÖ in der 74. Minute für Marco Gantschnig eingewechselt wurde. Zur Saison 2022/23 wechselte er leihweise zum viertklassigen SC Fürstenfeld. Für Fürstenfeld kam er in der Saison 2022/23 zu 25 Einsätzen in der Landesliga und erzielte dabei ein Tor. Des Weiteren absolvierte er fünf Spiele für die zweite Mannschaft mit Spielbetrieb in der sechstklassigen Unterliga Süd, wobei er zweimal zum Torerfolg kam. Beim Landesliga-Derby zwischen dem SC Kalsdorf und dem SK Fürstenfeld am 18. August 2023 wurde Poric wegen Beleidigung mit der roten Karte vom Platz gestellt und Strafausschuss des steirischen Fußballverbandes für acht Meisterschaftsspiele (bis Mitte Oktober 2023) gesperrt.